# Бишофф, Теодор Людвиг Вильгельм фон
Теодор Людвиг Вильгельм фон Бишоф (нем. Theodor Ludwig Wilhelm von Bischoff; 1807—1882) — немецкий анатом и физиолог, иностранный член-корреспондент Петербургской Академии наук (1846).

## Биография
Теодор Людвиг Вильгельм Бишоф родился 28 октября 1807 года в городе Ганновере.
Получил высшее образование в Боннском университете и университете Гейдельберга.
С 1832 года Теодор Бишоф был ассистентом при университетской клинике в Берлине. В своей диссертации «Commentatio de novis quibusdam experimentis doctrinam de respiratione institutis» Бишоф впервые доказал присутствие свободной углекислоты и кислорода в живой крови.
В 1836 году занял должность профессора физиологии и анатомии в Гейдельбергском университете. С 1844 по 1855 год занимал тот же пост в Гиссенском университете, где при его непосредственном участии были основаны Физиологический институт и анатомический театр.
С 1855 по 1878 год Бишоф занимал профильную кафедру в Мюнхенском университете, после чего учёный вышел в отставку.
Теодор Людвиг Вильгельм фон Бишоф скончался 5 декабря 1882 года в городе Мюнхене, оставив после себя множество трудов по физиологии и анатомии.